# Vẹt đuôi dài Carolina
Vẹt đuôi dài (tên khoa học Conuropsis carolinensis) là một loài chim tuyệt chủng trong họ Vẹt.
Đây là loài vẹt duy nhất bản địa miền đông Hoa Kỳ. Nó từng được tìm thấy từ miền nam Tiểu bang New York và Wisconsin tới vịnh Mexico, và nó sống trong các khu rừng già ven sông. Nó là loài duy nhất được phân loại trong chi Conuropsis. Nó được gọi puzzi la née ("đầu vàng") hoặc pot pot chee bởi người Seminole và kelinky trong tiếng Chickasaw.

## Phân loài
- C. c. carolinensis
- C. c. ludovicianus